# Cerdo de la Edad del Hierro

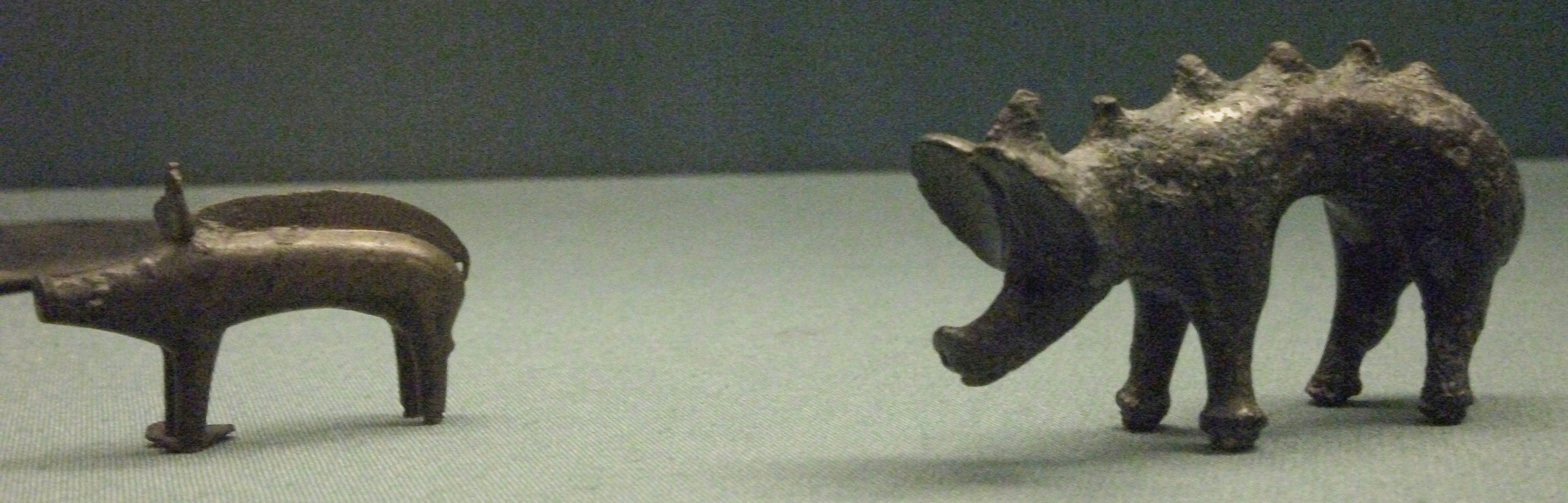
Figuras de la Edad del Hierro de cerdos o verrones.

El cerdo de la Edad del Hierro, mayormente conocido como jabalí de hierro en Hispanoamérica es un híbrido entre un jabalí y un cerdo doméstico de la raza tamworth, creado con el fin de reconstruir las características de los cerdos en la antigua Europa, hace miles de años (por lo que deriva a su nombre debido a la Edad del Hierro). El proyecto se inició a principios de los años 80 con el cruce entre un jabalí con un cerdo tamworth, intentando volver a reproducir un animal que tenga las características de los cerdos de hace mucho tiempo.
Los tamworth domésticos se cruzan con jabalí para crear a los cerdos de la Edad del Hierro. Los híbridos son más manejables y menos violentos que los jabalíes, pero menos que la especie doméstica y, en general, es necesario ser un especialista en estos para poder dominarlos. La mayoría de estos son criados especialmente para el comercio de carne.